# Emily Diamond
Emily Diamond (ur. 11 czerwca 1991 w Bristolu) – brytyjska lekkoatletka specjalizująca się w biegach sprinterskich, medalistka olimpijska.
Startując w biegu na 200 metrów, w 2009 była ósma na mistrzostwach Europy juniorów, a rok później zajęła 6. miejsce podczas światowego czempionatu U20 w Moncton. Brązowa medalistka młodzieżowych mistrzostw Europy w biegu rozstawnym 4 × 100 metrów (2011). W tym samym roku sięgnęła po srebro (po dyskwalifikacji Turczynek z powodu dopingu) uniwersjady w Shenzhen.
W 2014 zdobyła brązowy medal igrzysk Wspólnoty Narodów za eliminacje sztafety 4 × 400 metrów. Brązowa medalistka europejskiego czempionatu w Zurychu (2014). W 2016, wchodząc w skład brytyjskiej sztafety 4 × 400 metrów, zdobyła złoto mistrzostw Europy w Amsterdamie. W tym samym roku wystąpiła na igrzyskach olimpijskich w Rio de Janeiro, podczas których sięgnęła po brąz w sztafecie 4 × 400 metrów, a indywidualnie osiągnęła półfinał biegu na 400 metrów. Rok później na mistrzostwach świata w Londynie odpadła w eliminacjach biegu na 400 metrów, a w biegu rozstawnym 4 × 400 metrów sięgnęła po wicemistrzostwo.
Złota medalistka mistrzostw Wielkiej Brytanii i reprezentantka kraju w drużynowym czempionacie Europy, IAAF World Relays i w meczach międzypaństwowych.

## Osiągnięcia
| Rok  | Impreza                                 | Miejsce        | Konkurencja                      | Lokata     | Wynik           | Reprezentacja |
| ---- | --------------------------------------- | -------------- | -------------------------------- | ---------- | --------------- | ------------- |
| 2009 | Mistrzostwa Europy juniorów             | Nowy Sad       | bieg na 200 metrów               | 8. miejsce | 24,43w          | GBR           |
| 2010 | Mistrzostwa świata juniorów             | Moncton        | bieg na 200 metrów               | 6. miejsce | 23,65           | GBR           |
| 2011 | Młodzieżowe mistrzostwa Europy          | Ostrawa        | bieg na 200 metrów               | półfinał   | 23,98           | GBR           |
| 2011 | Młodzieżowe mistrzostwa Europy          | Ostrawa        | sztafeta 4 × 100 metrów          | 3. miejsce | 44,34           | GBR           |
| 2011 | Uniwersjada                             | Shenzhen       | bieg na 200 metrów               | 8. miejsce | 23,58           | GBR           |
| 2011 | Uniwersjada                             | Shenzhen       | sztafeta 4 × 100 metrów          | 4. miejsce | 44,01           | GBR           |
| 2011 | Uniwersjada                             | Shenzhen       | sztafeta 4 × 400 metrów          | 2. miejsce | 3:33,09         | GBR           |
| 2014 | IAAF World Relays                       | Nassau         | sztafeta 4 × 400 metrów          | 7. miejsce | 3:28,03 (elim.) | GBR           |
| 2014 | Superliga drużynowych mistrzostw Europy | Brunszwik      | sztafeta 4 × 400 metrów          | 4. miejsce | 3:28,91         | GBR           |
| 2014 | Igrzyska Wspólnoty Narodów              | Glasgow        | sztafeta 4 × 400 metrów          | 3. miejsce | 3:27,24 (elim.) | ENG           |
| 2014 | Mistrzostwa Europy                      | Zurych         | sztafeta 4 × 400 metrów          | 3. miejsce | 3:24,34 (elim.) | GBR           |
| 2016 | Mistrzostwa Europy                      | Amsterdam      | sztafeta 4 × 400 metrów          | 1. miejsce | 3:25,05         | GBR           |
| 2016 | Igrzyska olimpijskie                    | Rio de Janeiro | bieg na 400 metrów               | półfinał   | 51,49           | GBR           |
| 2016 | Igrzyska olimpijskie                    | Rio de Janeiro | sztafeta 4 × 400 metrów          | 3. miejsce | 3:25,88         | GBR           |
| 2017 | IAAF World Relays                       | Nassau         | sztafeta 4 × 400 metrów          | 4. miejsce | 3:28,72         | GBR           |
| 2017 | Superliga drużynowych mistrzostw Europy | Lille          | sztafeta 4 × 400 metrów          | 4. miejsce | 3:28,96         | GBR           |
| 2017 | Mistrzostwa świata                      | Londyn         | bieg na 400 metrów               | eliminacje | 52,20           | GBR           |
| 2017 | Mistrzostwa świata                      | Londyn         | sztafeta 4 × 400 metrów          | 2. miejsce | 3:25,00         | GBR           |
| 2018 | Igrzyska Wspólnoty Narodów              | Gold Coast     | bieg na 400 metrów               | półfinał   | 52,02           | ENG           |
| 2018 | Igrzyska Wspólnoty Narodów              | Gold Coast     | sztafeta 4 × 400 metrów          | 4. miejsce | 3:27,21         | ENG           |
| 2018 | Mistrzostwa Europy                      | Berlin         | sztafeta 4 × 400 metrów          | 3. miejsce | 3:27,40 (elim.) | GBR           |
| 2019 | IAAF World Relays                       | Jokohama       | sztafeta 4 × 400 metrów          | 6. miejsce | 3:28,96         | GBR           |
| 2019 | Superliga drużynowych mistrzostw Europy | Bydgoszcz      | sztafeta 4 × 400 metrów          | 2. miejsce | 3:27,12         | GBR           |
| 2019 | Mistrzostwa świata                      | Doha           | bieg na 400 metrów               | półfinał   | 51,62           | GBR           |
| 2019 | Mistrzostwa świata                      | Doha           | sztafeta 4 × 400 metrów          | 4. miejsce | 3:23,02         | GBR           |
| 2019 | Mistrzostwa świata                      | Doha           | sztafeta mieszana 4 × 400 metrów | 4. miejsce | 3:12,27         | GBR           |
| 2021 | World Athletics Relays                  | Chorzów        | sztafeta 4 x 400 metrów          | 3. miejsce | 3:29,27         | GBR           |
| 2021 | World Athletics Relays                  | Chorzów        | sztafeta mieszana 4 × 400 metrów | 5. miejsce | 3:18,87 (elim.) | GBR           |
| 2021 | Igrzyska olimpijskie                    | Tokio          | sztafeta 4 x 400 metrów          | 5. miejsce | 3:22,59         | GBR           |
| 2021 | Igrzyska olimpijskie                    | Tokio          | sztafeta mieszana 4 × 400 metrów | 6. miejsce | 3:12,07         | GBR           |

## Rekordy życiowe
- Bieg na 200 metrów – 23,30 (2013)
- Bieg na 400 metrów (stadion) – 51,23 (2016)
- Bieg na 400 metrów (hala) – 53,46 (2014)